# Nukufetau
Nukufetau este un atol al Tuvalului situat în Oceanul Pacific la 106 kilometri nord-vest de Funafuti. Atolul avea, conform recensământului din 2002, o populație de 586 de locuitori. Cei mai mulți dintre locuitori trăiesc într-un sat din sud-vestul atolului.
Nukufetau este de asemenea unul din consiliile insulare ale Tuvalului.

## Geografie
Atolul are o lungime de 13 km și o lățime de 7 km. Laguna are o suprafață de 145 km. Nukufetau este compus din 35 de insule și insulițe care formează un dreptunghi:
| - Asau - Faiava Lasi - Faiava Foliki - Fale - Funaota - Kogo Loto Lafaga - Lafanga - Matanukulaelae - Motufetau - Motulalo - Motuloa - Motulua | - Motumua - Muliafua - Niualei - Niualuka - Niuatui - Niuatali - Niuelesolo - Niutepu - Oua - Sakalua - Savave - Teafatule | - Teafuafaleniu - Teafualetia - Teafuamua - Teafuaniua - Teafuanonu - Teafuapolau - Teafuatutu - Teafuavea - Teafuone - Teafuatakalau - Temotuloto |